# Единорог (ядерное испытание)
«Единорог» (фр. Licorne) — французский термоядерный взрыв, произведённый 3 июля 1970 года на атолле Муруроа. Мощность взрыва равнялась 914 килотонн.
«Единорог» произведён боеголовкой типа TN-60. Ядерное устройство было сброшено с воздушного шара, который был заполнен 14000 кубометров гелия. Детонирование устройства произошло на высоте 500 метров над поверхностью. 3700 жителей, проживавших на Муруроа, были эвакуированы для этого теста.
За взрывом наблюдал министр обороны Мишель Дебре вместе с двенадцатью представителями французской прессы, которые находились на военном судне Де Грасс. Наблюдатели были расположены приблизительно в 48 километрах от взрыва.
Через шесть часов после взрыва, Дебре и корреспонденты вернулись на главную базу на Муруроа. Чтобы заставить репортёров думать, будто радиационные последствия взрыва безвредны, министр искупался при них в лагуне атолла.